# 红海

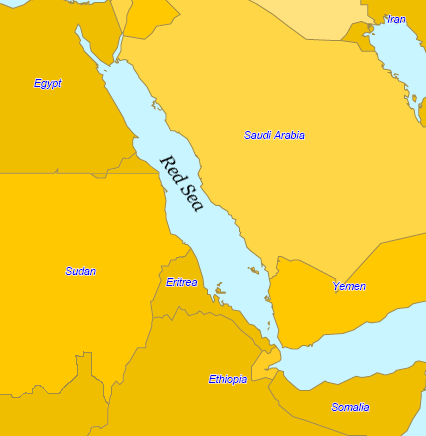
紅海位置圖

红海（阿拉伯語：البحر الأحمر）位于非洲东北部与阿拉伯半岛之间，呈狭长型，长约2250公里，最宽355公里，均深490米，最深3040米，面积438,000平方公里。其西北面通过苏伊士运河与地中海相连，南面通过曼德海峡与亚丁湾相连。
紅海是印度洋的陆间海，实际是东非大裂谷的北部延伸。

## 名称
紅海是直接由希臘文、拉丁文、阿拉伯文翻譯過來。虽然红海在大多数时候并不呈红色，但是偶尔会季节性地出现大片红色藻类，这提供了其名称的一个可能的来源。另一些学者认为，“红”来源于其相对于命名者的方位（许多民族都有以颜色指代方向的传统），指南方或者西方。
另外一些该名稱的可能來源是：附近的紅色山脈；一個名稱為紅色的本地種族；紅地的海（古埃及稱沙漠為紅地）等。

## 历史
最早由埃及人發現。在《聖經·出埃及記》中，有摩西帶以色列人穿過紅海的故事，但穿過的是否紅海受到質疑，因修訂版聖經中出谷記（即出埃及記）之備註是蘆葦海，但沒有有關的考古證據。
1978年，Ron Wyatt潛入紅海海床發現一些被珊瑚包著的古代埃及戰車车轮，與海邊有古希伯来文的圆石柱，因此聲稱其證明摩西穿過紅海，但未被學界普遍承認。有一派科學家以實驗結果認為風速達每小時60英里能造成風降分海現象，而是否為事實有待考證。
在1世紀左右，希臘航海家打開了由紅海到印度的航線。歐洲人在15世紀開始對紅海發生興趣，但因鄂圖曼帝國控制紅海，導致歐洲需繞經非洲好望角前往東方，亦間接促成地理大發現和前往美洲殖民。
隨著18世紀鄂圖曼帝國衰弱，1798年法國拿破崙佔領埃及，並計劃建運河，但後來放棄了。1869年11月，苏伊士运河建成，由英法意分用，一戰後，英法直接控制運河。二戰後，埃及在1956年取回運河控制權，第二次中東戰爭爆發，最後英法被逼撤離，美蘇也增加了對運河的影響力。1967-1975年，運河由於6日戰爭關閉。運河重開後，埃及和以色列達成和平協議，1982年取回西奈半島，紅海和運河重新成為重要的國際水域。
至今，儘管是較為直接的航道，因為地緣政治關係，紅海航線仍未超越好望角航線的地位。

## 地质
滨岸水深一般浅于50公尺；红海沿岸广布着珊瑚礁；曼德海峡中散布着浅滩、岛礁；海峡下部有一道海槛；红海的中轴线为中央海槽，大部深1500公尺。海槽中部出现几处深邃的V形裂谷，为红海最深的地方。
非洲板块与阿拉伯板块约在2000万年前开始分离，之间的裂谷沿海槽轴通过；两个板块近300万～400万年来，仍以每年约2.2毫米的速度分开。红海是未发育成熟的大洋，海底沉积物主要來自珊瑚礁和其他钙质生物碎屑，另有少量由风带来。
20世纪60年代初以来，在裂谷底层水中，发现了若干水温和盐度特别高的地点，近底层水温达34～56℃。

## 气候
受副热带高压和信风带控制，形成热带沙漠气候；兼有季风气候；冬半年，北部盛行西北风，南部盛行东南风；夏半年，海区多东北风，风速为3.4～10.7公尺/秒。降水稀少，降水多集中于冬季，平均年降水北部28毫米，南部约127毫米，一般以雷暴、沙塵暴的形式下雨；终年高温，月平均气温2月最低（北部15.5℃），8月最高（南部32.5℃）；蒸发量大，年平均蒸发量2100毫米，蒸发损失的水由印度洋补充。

## 水文

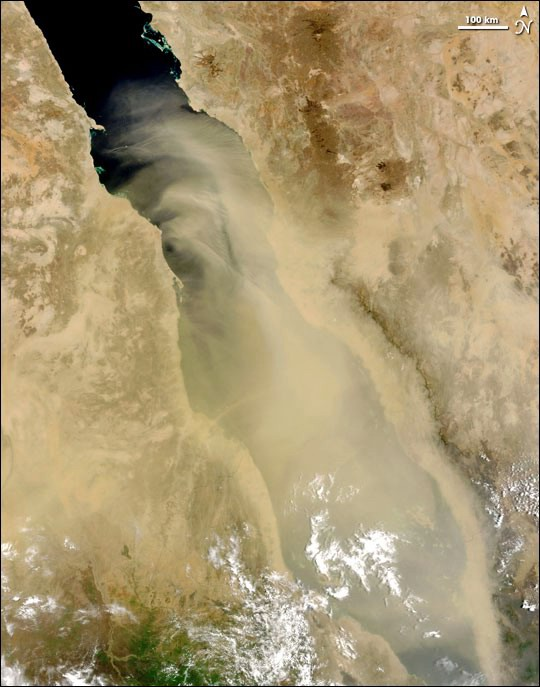
紅海上的沙塵暴

- 盐度：世界上盐度最高的海域，盐度在3.6-4.2%之間；比其他深层海水盐度高2～9倍；由于裂谷扩展涌上来的熔岩加热沿裂隙下渗的海水，而富含溶解盐类和矿物质的热水重新上升。大洋之平均鹽度是33-37 psu，大西洋最鹹，太平洋鹽度平均為34.6-34.7 psu，而兩極最不鹹。但有些地區之鹽度極不正常，波斯灣及紅海鹽度都超過42 psu，而在紅海2000公尺深處，其鹽度超過270 psu （已接近飽和）。
- 洋流：因气候原因，红海水面比周围海域的水面要低，使得表层洋流向红海流动；海底因为盐度高，密度大，压力大，所以底层洋流是红海海水向周围海域流动。

## 交通
紅海是连接地中海和阿拉伯海的重要通道，也是一条重要的石油运输通道，並具有战略价值。紅海航線是國際海道運輸重要航線，船隻通航於東亞與西歐，紅海航線與好望角航線並為兩大重要歐亞航線，一般是指自歐洲第一大港荷蘭鹿特丹出發，由地中海到埃及蘇伊士運河，通過蘇伊士運河後進入紅海，再由紅海進入印度洋，過馬六甲海峽，進入南海，再往北抵達香港、上海、日本等地。沿途重要城市包括鹿特丹、蘇伊士港、亞丁、新加坡、香港、上海和橫濱。

## 周边
紅海沿岸的國家有：
- 東岸：
  -  沙烏地阿拉伯
  -  也門
- 南岸：
  -  吉布地
  -  厄利垂亞
- 西岸：
  -  埃及
  -  蘇丹
  -  厄利垂亞
- 北岸：
  -  埃及
  -  約旦
  -  以色列